# 2MASS J02060880+2235593
2MASS J02060880+2235593 ist ein L-Zwerg (L5.5) im Sternbild Widder. Er wurde 2006 von Kuenley Chiu et al. entdeckt.